# Paul Constantinescu
Paul Constantinescu (født 13. juli 1909 i Ploiesti - død 20. december 1963 i Bukarest, Rumænien) var en rumænsk komponist, lærer og professor.
Constantinescu hører til blandt de vigtige rumænske komponister i det 20. århundrede. Han studerede på musikkonservatoriet i Bukarest hos Mihail Jora (1929-1933) og i Wien hos Franz Schmidt (1933-1935). Han har skrevet to symfonier, violinkoncert, klaverkoncert, harpekoncert, orkesterværker, kammermusik, vokalmusik og scenemusik etc.

## Udvalgte værker
- Symfoni nr. 1 (1944) - for orkester
- Symfoni nr. 2 "ploieșteană" (1963) - for orkester
- Sinfonietta (1937) - for orkester
- Klaverkoncert (1962) - for klaver og orkester
- Rumænsk suite (1930-1936) - for orkester
- Harpekoncert (1960) - for harpe og orkester